# 패밀리 (시트콤)
《닥치고패밀리》는 KBS 2TV에서 2012년 8월 13일부터 2013년 2월 6일까지 방영된 일일시트콤이다.
이 시트콤의 제목은 원래 《닥치고 패밀리》였으나 2012년 12월 7일부터 《패밀리》로 변경하여 방영되었다. 이는 한 시청자가 법원에 명칭사용금지 가처분 신청을 냈지만 기각되었고, 이어 방송통신심의위원회가 공영방송의 공공성과 품격을 저해한다며 ‘주의’ 결정을 내렸다. 이런 잡음에 제작사는 제목의 변경을 검토하고 새로운 도약을 꾀하겠다는 각오로 제목을 변경하였다.

## 줄거리
우신혜와 열석환의 재혼으로 인해 부유한 집안에 번듯한 직업까지 갖춘 우신혜의 가족과 콤플렉스로 중무장한 열석환의 가족이 하나가 되면서 벌어지는 이야기를 그린 시트콤이다.

## 등장 인물

### 우성 가족
- 황신혜 : 우신혜 역
- 박지윤 : 우지윤 역
- 김다솜 : 우다윤 역
- 선우용녀 : 나일란 역
- 이본 : 우성이모 (우본) 역

### 열성 가족
- 안석환 : 열석환 역
- 박희본 : 열희봉 역
- 최우식 : 열우봉 역
- 김단율 : 열막봉 역
- 남능미 : 궁애자 역
- 김형범 : 열성삼촌 (열형범) 역

### E Coffee
- 심지호 : 차지호 역
- 민찬기 : 알 역
- 박서준 : 차서준 역

### 그 외 인물
- 박성광 : 박성광 역
- 김동범 : 빈대범 역
- 왕지원 : 청소년 수련원 여강사 역
- 지수 : 학생 역
- 김혜윤 : 만세를 하는 소녀 역

### 특별 출연
- 김원효, 심진화 : 에스테틱 손님 역
- 유라, 민아
- 최하나 : 최하나 역 (에스테틱 신입 연구원)
- 보라
- 정경미 : 막봉의 담임선생님 역
- 신보라 : 형범의 러브라인 역
- 송지은 : 스토커 여학생 역
- 박휘순 : 대학교 동아리 선배 역
- 조관우 : 신혜의 전남편 역
- 최아라 : 신장미 역
- 김재경 : 윤유미 역
- 신지수 : 한송이 역
- 케이윌 : 로이콱 역
- 정가은 : 미자 역
- 공현주 : 엄친딸 후배 역
- 장태민 : 수리기사 역
- 장문규 : 미용실원장 역
- 임도윤

## 결방
- 2012년 8월 15일 : 축구 국가대표팀 평가전 (대한민국:잠비아) 중계방송.
- 2012년 9월 11일 : 특집 세상의 별별식탁 편성.
- 2012년 10월 1일 : 추석특집 가족의 품격 - 풀하우스 편성.
- 2012년 10월 30일 : 제49회 대종상 영화제 시상식 중계방송.

## 동시간대 시트콤
- 엄마가 뭐길래 (MBC)(2012년 11월 5일부터 월화시트콤(8:50)으로 변경)